# Alternativiteit
In de abstracte algebra zegt men dat een magma {\displaystyle G} linksalternatief is, als voor alle {\displaystyle x,y\in G} geldt:
{\displaystyle (xx)y=x(xy)}.
De magma heet rechtsalternatief, als voor alle {\displaystyle x,y\in G} geldt:
{\displaystyle y(xx)=(yx)x}.
Een magma die zowel links- als rechtsalternatief is noemt men alternatief. Elke associatieve magma (semigroep) is duidelijk alternatief. Meer in het algemeen moet een magma, waarin elk tweetal elementen een associatieve submagma genereert, alternatief zijn. 
Het tegenovergestelde is niet waar, dit in tegenstelling tot de situatie in de alternatieve algebra's. Een alternative magma hoeft niet machtassociatief te zijn.
De eigenschappen links- en rechtsalternatief kunnen uitgedrukt worden met behulp van een associator. Die is gedefinieerd voor elementen {\displaystyle x,y} en {\displaystyle z} als:
{\displaystyle [x,y,z]=(xy)z-x(yz)}
Linksalternativiteit van {\displaystyle x} en {\displaystyle y} is equivalent met
{\displaystyle [x,x,y]=0},
rechtsalternativiteit betekent
{\displaystyle [y,x,x]=0}